# 프리즌 브레이커스
《프리즌 브레이커스》(스페인어: Pacto de fuga)는 2020년 공개된 칠레의 모험 스릴러 영화이다.

## 출연

### 주연
- 벤하민 비쿠냐 - 레온 바르가스 역
- 로베르토 파리아스 - 라파엘 히메네스 역
- 유세비오 아레나스 - 파트리시오 '피투코' 벨라스케스 역
- 페트리샤 콘트라스 - 로돌포 테르니시에르 역
- 프란시스카 가빌란 - 파울리나 바에사 역
- 디에고 루이즈 - 오스카 리라 역
- 암파로 노구에라 - 파비올라 피사로 역

### 조연
- 윌리 셈러 - 알카이데 호르케라 역
- 마테오 아이리바렌 - 파스칼 안드라데 역
- 후안 디아스 가라이 - 카보 드로게트 역
- 빅토르 몬테로 - 헤르만 산체스 역